# كليمنت سميث (سياسي)
كليمنت سميث (بالإنجليزية: Clement Smith)‏ هو سياسي أسترالي وبريطاني (وحمل سابقاً جنسية المملكة المتحدة لبريطانيا العظمى وأيرلندا)، ولد في 26 يوليو 1894، وتوفي في 7 يونيو 1968. انتخب عضو مجلس النواب جنوب أستراليا من الجمعية عن دائرة Electoral district of Victoria ‏ وقد انضم خلال فترته النيابية (19 مارس 1938 – 28 مارس 1941) للكتلة البرلمانية مستقل.